# فرد تايلور (منافس ألعاب قوى)
فرد تايلور (بالإنجليزية: Fred Taylor)‏ هو منافس ألعاب قوى أمريكي، ولد في 5 نوفمبر 1957.